# دنیل هندرسون
دنیل هندرسون (انگلیسی: Danielle Henderson؛ زادهٔ ۲۹ ژانویهٔ ۱۹۷۷) بازیکن سافت‌بال اهل ایالات متحده آمریکا بود.